# Straße der Nationen

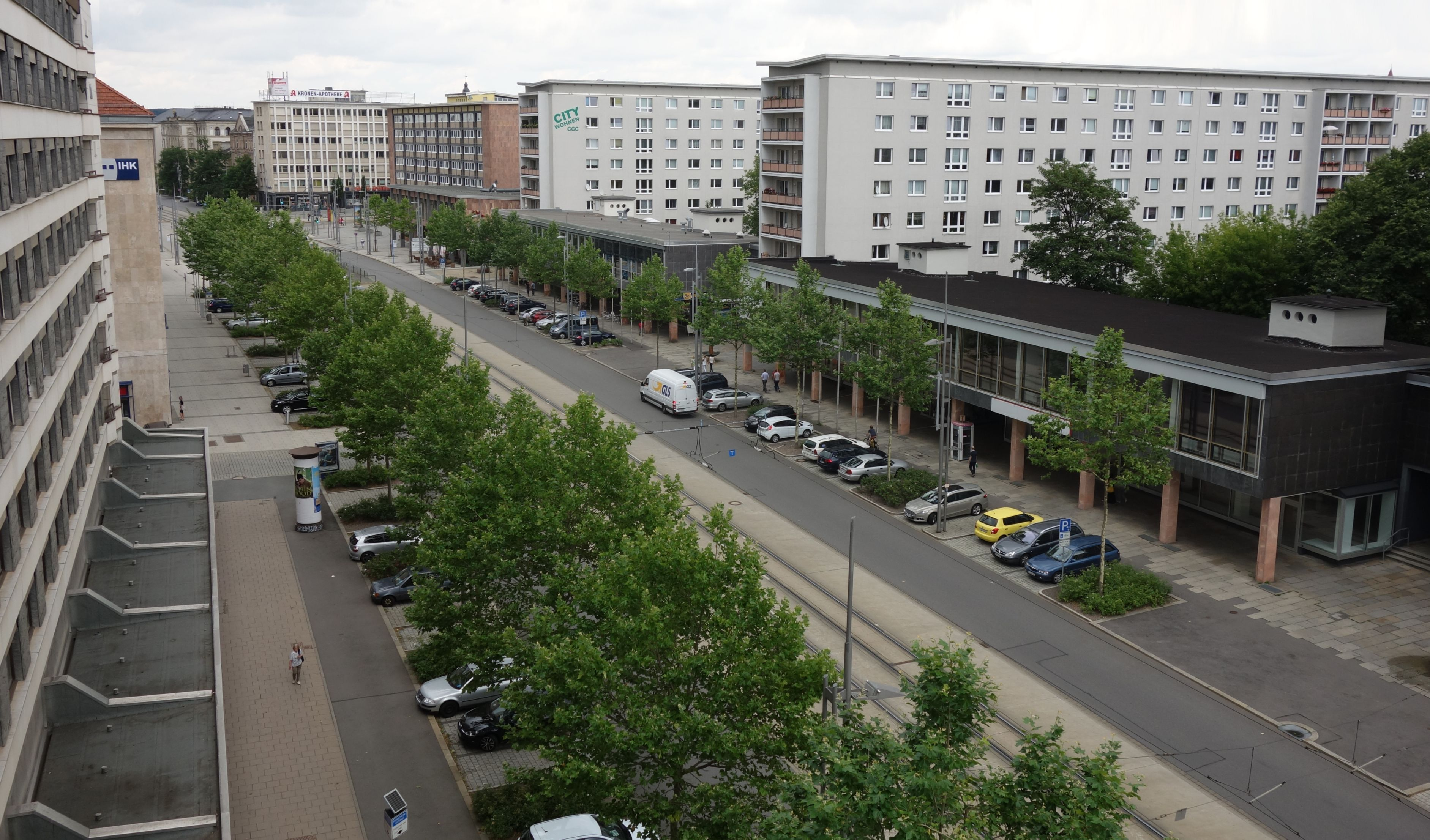
Straße der Nationen

Die Straße der Nationen ist eine der Straßen der Stadt Chemnitz. Sie verbindet den Neumarkt im Stadtteil Zentrum mit der Emilienstraße in Schloßchemnitz und kreuzt die Brückenstraße, die Müllerstraße und die August-Bebel-Straße. Der Teil zwischen der Brückenstraße und dem Theaterplatz wurde in der DDR als Einkaufsstraße konzipiert; diese Funktion erfüllt die Straße heute noch in eingeschränktem Maße.

## Verlauf

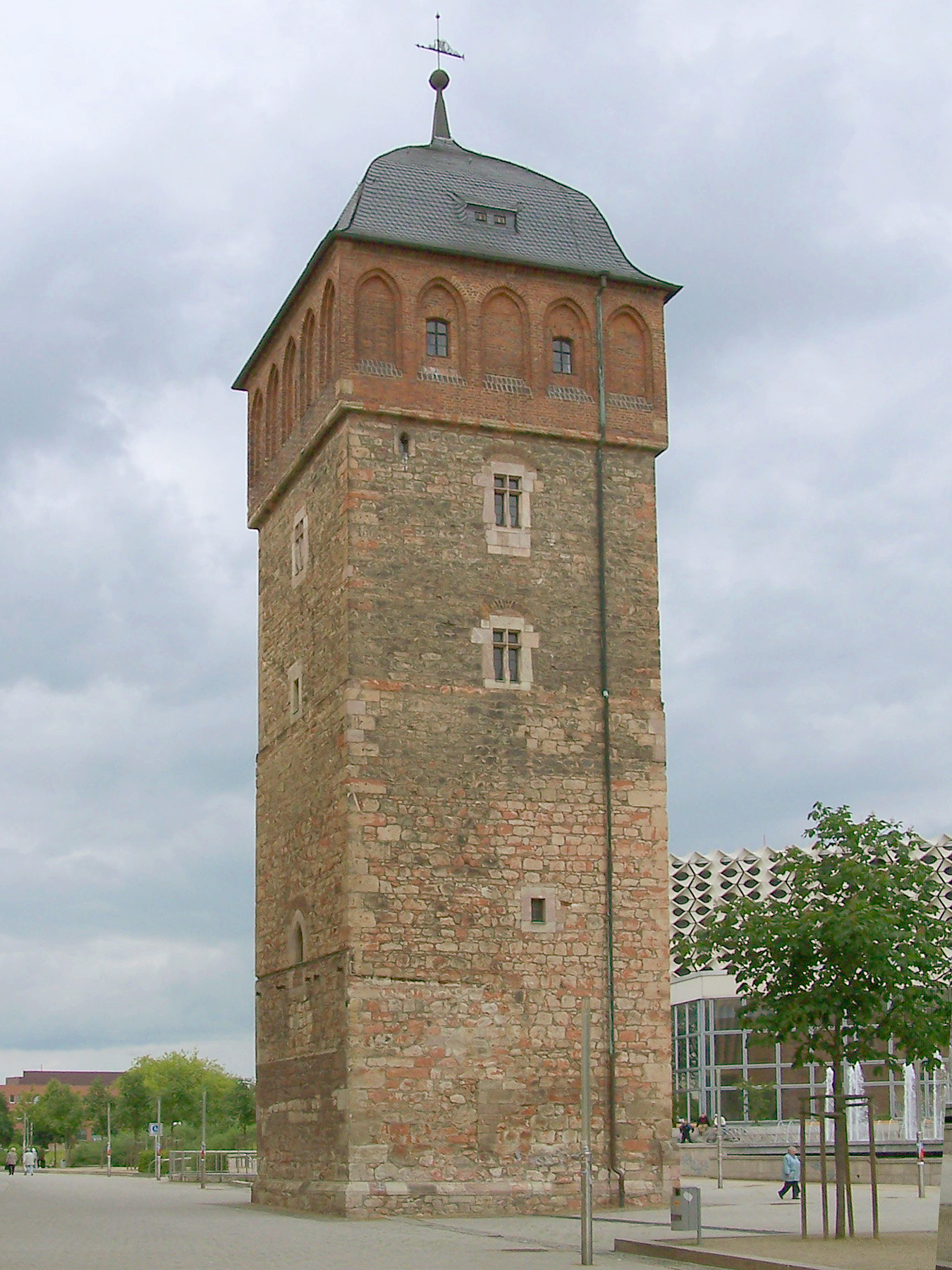
Roter Turm, verbliebenes Zeugnis der früheren Stadtmauer

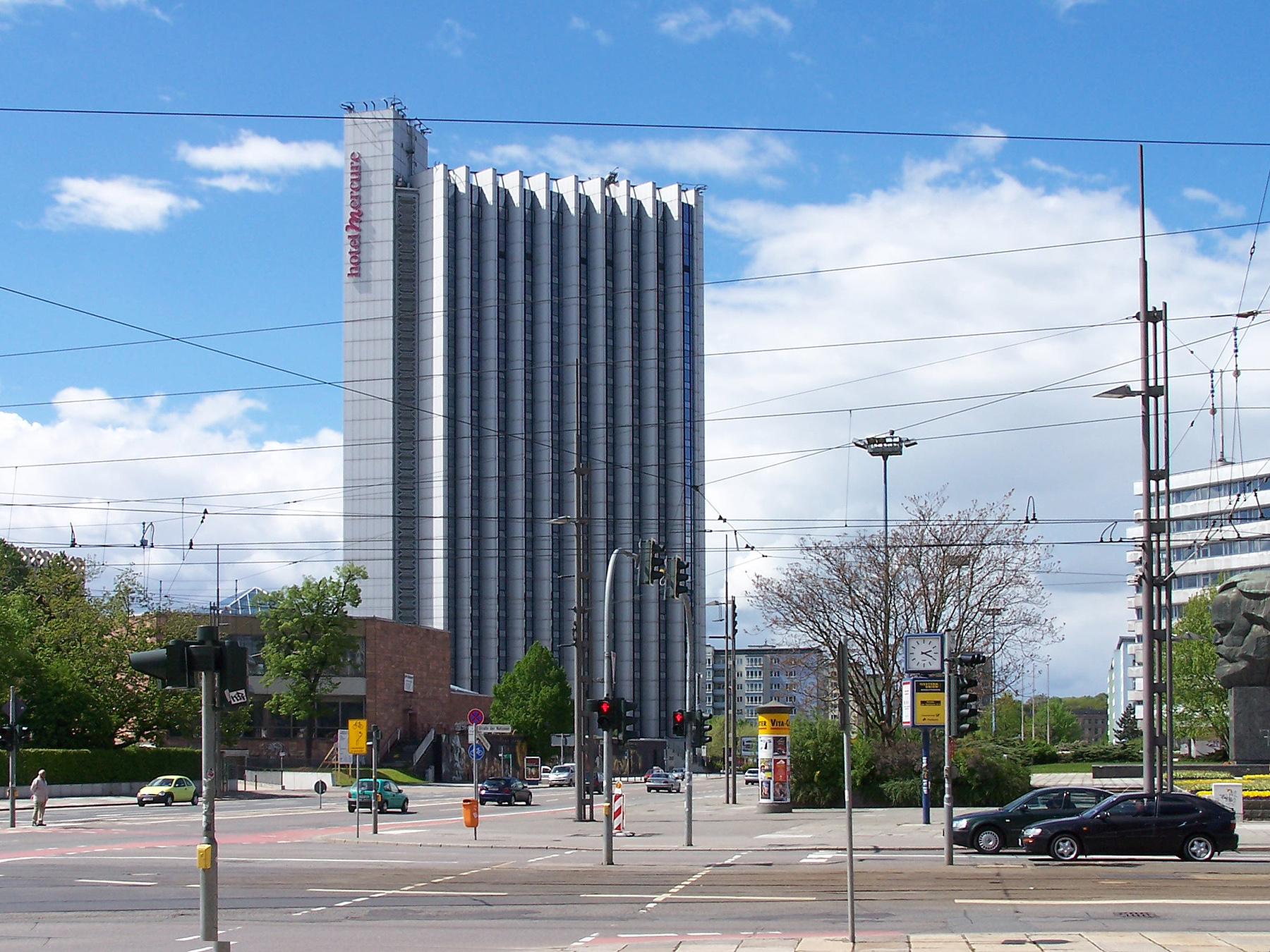
Kreuzung der Verkehrsachsen Straße der Nationen und Brückenstraße, im Hintergrund das Mercure Hotel Kongress

Ausgehend vom Neumarkt führt die Straße der Nationen als Fußgängerzone in nordöstlicher Richtung zur Brückenstraße, lediglich die Straßenbahnen, Busse und Taxis dürfen hier verkehren. Zur Linken passiert man dabei die Einkaufspassage Galerie Roter Turm, den Roten Turm als letzten erhaltenen Teil der Stadtmauer und die Stadthalle mit Stadthallenpark und dem sich anschließenden Mercure Hotel Kongress. Rechter Hand befindet sich das Gebäude der alten Post, welches 2006 saniert und umgebaut wurde, um das Amtsgericht, die Filiale der Deutsche Post und Einzelhandelsgeschäfte unterzubringen, danach schließt sich das Rawema-Haus an.
Von der Kreuzung zur Brückenstraße aus sieht man auf der linken Seite das Karl-Marx-Monument. Nach der Kreuzung sind die Fahrspuren für die Straßenbahn und der Busse von denen des Individualverkehrs getrennt. Linkerhand schließen sich einige Geschäfte und das Haus der Industrie- und Handelskammer Chemnitz an. Die rechte Straßenseite wird von drei, kammartig angelegten Wohnblöcken mit einer abschließenden, straßenseitigen Bebauung für Geschäfte geprägt, den Abschluss markiert hierzu das Café Moskau.

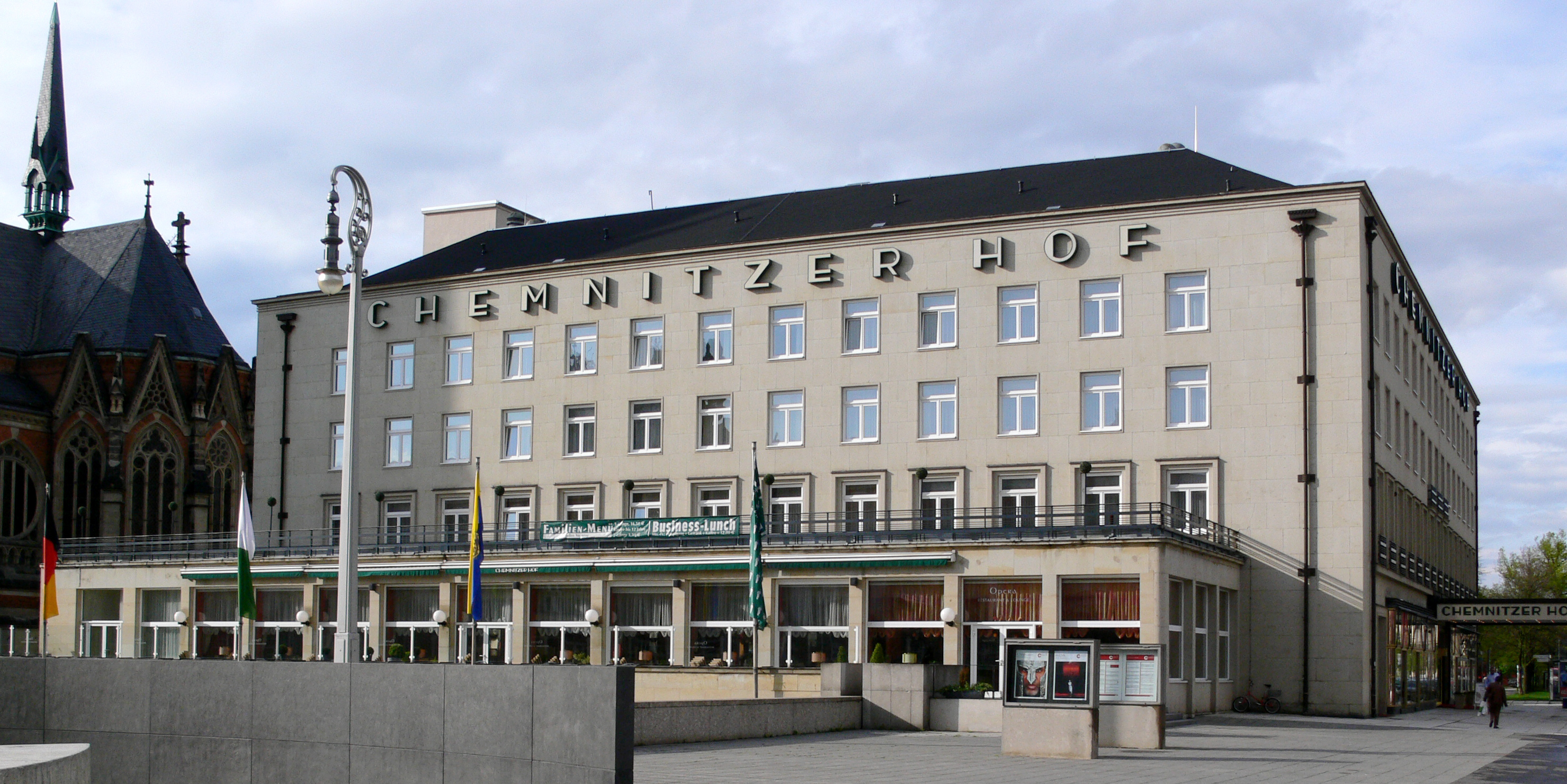
Hotel Chemnitzer Hof, Straße der Nationen/Theaterplatz

Danach schließt sich der Theaterplatz, auf der gegenüberliegenden, rechten Seite die Carolastraße an. Die Straßenbahngleise haben an dieser Kreuzung einen Abzweig zur Carolastraße. Neben dem Theaterplatz mit dem Opernhaus, dem König-Albert-Museum, Sitz der Kunstsammlungen Chemnitz, und der Petrikirche schließt das 1930 errichtete Hotel Chemnitzer Hof im Bauhausstil den Platz ab. Danach folgt mit dem 1859 eingeweihten Schillerplatz eine innerstädtische Grünfläche. Auf der gegenüberliegenden Seite steht der Böttcherbau der Technischen Universität mit dem Sitz des Rektors. An der Kreuzung der Georgstraße befindet sich linksseitig der Omnibusbahnhof, Ausgangspunkt zahlreicher Stadt-, Regional- und Fernbuslinien.
Nach dem Busbahnhof wird die Straße von zahlreichen Häusern aus der Gründerzeit gesäumt, allerdings hat von hier an die Straße der Nationen keine gesamtstädtische Bedeutung mehr. Sie hat hier lediglich eine Verbindungsfunktion zur August-Bebel-Straße und zur Müllerstraße, die beide Bundesstraßen sind.

## Geschichte

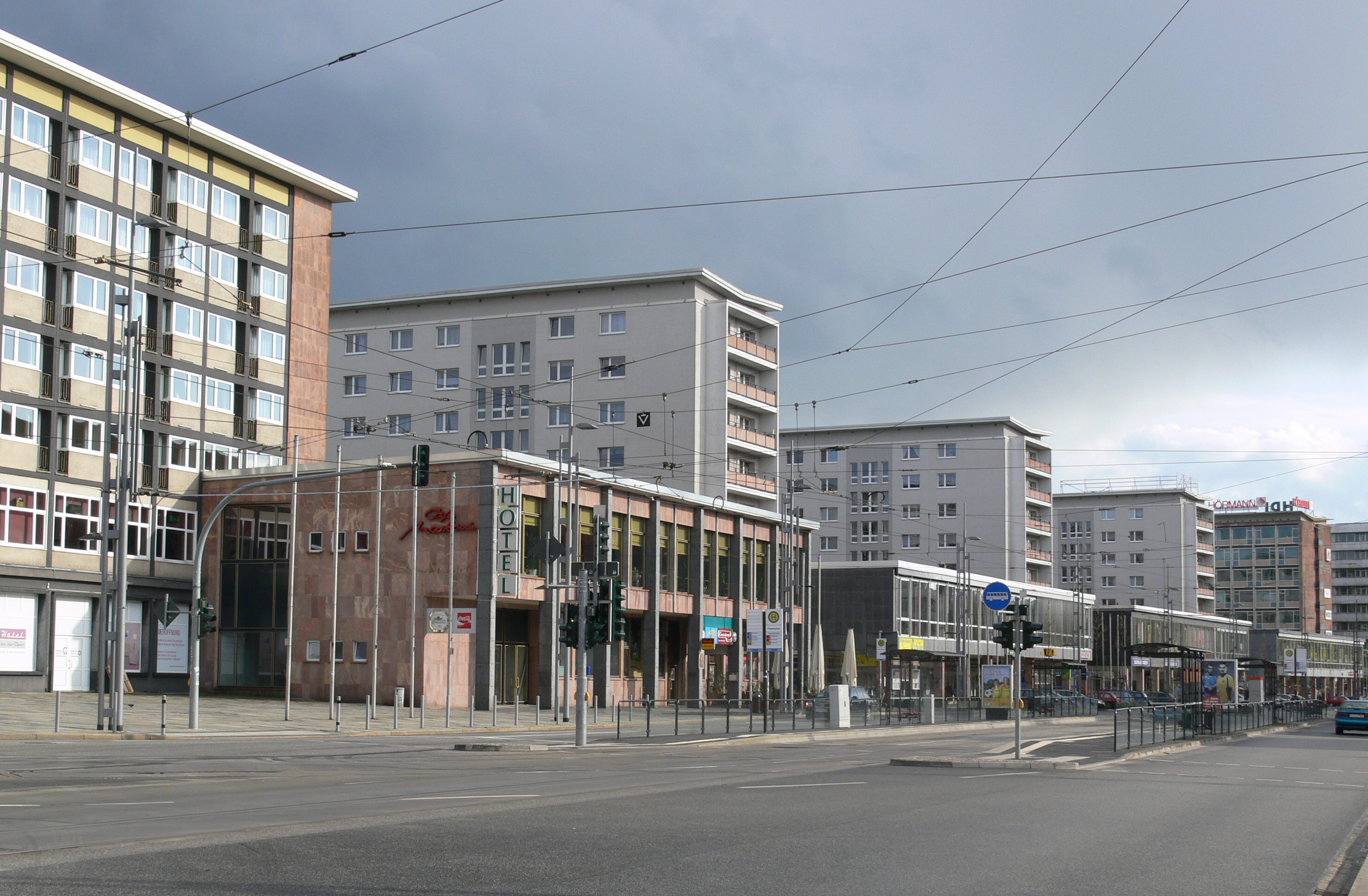
Wohn- und Geschäftskomplex mit Hotel (erbaut 1958 bis 1962)

Die alte Chemnitzer Innenstadt wurde während des Zweiten Weltkrieges durch Bombardierungen größtenteils zerstört. Über den Wiederaufbau gab es Auseinandersetzung zwischen den Verfechtern zweier verschiedener Stadtgrundrisse. Die „Ringkämpfer“ plädierten für einen Wiederaufbau der Stadt nach dem historischen Stadtgrundriss mit der die innere Stadt umgebenden Ringstraße, die „Kreuzritter“ dagegen kämpften für zwei großzügig angelegte Straßenzüge mit einer großen Kreuzung, die das neue Stadtzentrum bilden solle. Mit der Umbenennung der Stadt in Karl-Marx-Stadt und der damit verbundenen Erhebung zur Sozialistischen Musterstadt sollte im Gegensatz zur bisherigen kleinteiligen Neubebauung wie an der Inneren Klosterstraße von nun an das Leitbild des sozialistischen Städtebaus verwirklicht werden. Dies wurde 1960 mit dem Generalbebauungsplan offiziell festgelegt, welcher nur selten die alten Grundrisse als Grundlage nahm.
Die neue Stadtmitte sollte an der Kreuzung der beiden Hauptachsen Straße der Nationen und Karl-Marx-Allee entstehen. Im Gegensatz zur Karl-Marx-Allee als politische Demonstrationsstraße sollte die Straße der Nationen eine neue Geschäftsstraße mit gesamtstädtischer Bedeutung werden. Neben Geschäften umfassten die Konzeptionen für die Magistrale auch Wohnungen, womit die neue sozialistische Gesellschaftsordnung manifestiert werden sollte. Vorbild für den Bau dieser neuen innerstädtischen Achse war die 1953 eingeweihte Rotterdamer Lijnbaan, erste Fußgängerzone Europas. Um 1960 war das Baugebiet bis zum Theaterplatz errichtet, das Gebäude des Rates des Bezirkes sowie der Industrie- und Handelskammer sollte Bindeglied zum Theaterplatz sein. Der gesamte Wohn- und Geschäftskomplex, sowie das gegenüberliegende Verwaltungsgebäude und das Hotel an der Ecke zur Carolastraße wurden in den 1990er-Jahren saniert und stehen heute unter Denkmalschutz.